# Gold farming
Gold farming, letterlijk 'goud telen', houdt in dat men een massively multiplayer online game zoals RuneScape speelt om in-game geld te verzamelen. Andere spelers kunnen dit geld vervolgens kopen voor reëel geld. Personen uit China en ontwikkelingslanden hebben van gold farmen een nieuwe voltijdse job gemaakt. De meeste games trachten dit soort praktijken te verbieden. Toch blijft het een zeer lucratieve business. Spelers uit meer welvarende landen kopen in-game geld om minder tijd te hoeven spenderen aan het repetitief gedeelte van het spel.
Een nieuwe evolutie is dat men een bot gebruikt voor gold farming, een programma om 'goud te telen' zonder menselijke interactie.